# Fountains Abbey
Fountains Abbey a fost o mănăstire cisterciană din Anglia, secularizată de regele Henric al VIII-lea. Ruinele mănăstirii au fost înscrise în anul 1986 în lista patrimoniului mondial UNESCO.
În catalogul Janauschek are numărul de ordine 89.

## Istoric
Mănăstirea a fost înființată în anul 1132 și recunoscută ca filie de Mănăstirea Clairvaux în 1135.